# ASTRA (egyesület)
Az ASTRA, teljes nevén Asociația Transilvană pentru Literatura Română și Cultura Poporului Român 1861-ben alapított román kulturális egyesület, amely jelentős szerepet játszott a román nemzeti ébredés folyamatában. Nevének magyar fordítása Erdélyi Egyesület a Román Irodalomért és a Román Nép Kultúrájáért. Az elnevezés első szavának első két betűje és a második első három betűje a latin astra ’égitestek, csillagok’ szót teszik ki. Tevékenysége nemcsak Erdélyre, hanem a mai Magyarország és Szerbia románlakta területeire is kiterjedt.
Alapítói között egyaránt voltak magas rangú egyházi személyek, felekezetre való tekintet nélkül (Andrei Șaguna ortodox püspök, Alexandru Sterca-Șuluțiu görögkatolikus püspök) és világi értelmiségiek (Timotei Cipariu nyelvész, George Bariț történész, publicista), illetve hivatalnokok (Vasile Ladislau Pop) és politikusok (Iacob Bologa). 
Tevékenységi körében szerepelt a kutatások támogatása, román nyelvű kiadványok megjelentetése, községi könyvtárak és művelődési házak létrehozása, kiállítások szervezése, ismeretterjesztő előadások tartása. Az ASTRA alapította az első román énekkarokat Erdélyben, úttörő lépéseket tett az erdélyi román színjátszás érdekében, és népszerűsítette a román népművészetet. Az egyesület a kulturális és népművelő tevékenységen túl hozzájárult az ipar és kereskedelem népszerűsítéséhez az akkoriban agrártársadalomnak elkönyvelt románság körében. Noha az egyesület hivatalosan nem foglalkozott politikai tevékenységgel, a román nemzeti tudat felébresztésével és ébren tartásával, illetve az összes román egységének hirdetésével valójában Nagy-Románia létrejöttét készítette elő.

## Története

### Előzmények
Az erdélyi román értelmiségiek már a 18. század végétől kezdve hoztak létre kulturális egyesületeket [1789: Societatea literaților din Sibiu (Szebeni irodalmárok társulata), 1795: Societatea filosofească a neamului românesc în mare principatul Ardealului (Az erdélyi román nemzet filozófiai társulata)], de ezek rövid életűek voltak, és tevékenységükkel nem célozták meg a parasztság széles tömegét. A 19. században több hasonló kezdeményezés született Aradon, Brassóban és Nagyváradon, de a létrehozott közművelődési egyesületek csak szerény eredményeket tudtak felmutatni, elmaradva az erdélyi szászok, illetve magyarok hasonló szervezeteitől (Verein für siebenbürgische Landeskunde, 1840; Erdélyi Múzeum-Egyesület, 1859).

### Megalakulása
1860. május 10-én Andrei Șaguna ortodox püspök kérelmet nyújtott be Friedrich von Liechtenstein kormányzónak egy olyan egyesület létrehozására, amely a népi közművelődés és az irodalmi élet fejlesztését célozta. A Ioan Rațiu által fogalmazott és 142 (más források szerint 171) vezető román személyiség által aláírt dokumentumra 1860 júliusában érkezett válasz a kormányzótól, amelyben kérte az egyesület alapszabályának bemutatását. Șaguna megbízásából Ioan Pușcariu, George Bariț és Timotei Cipariu külön-külön kidolgoztak egy-egy alapszabály-tervezetet, amelyekből aztán a püspök összeállította a benyújtandó dokumentumot. A kormányzó kedvező válaszát követően Șaguna 1861. március 21-ére Nagyszebenbe összehívta azt a 142 személyt, akik aláírták az előző évi kérelmet, de csak 34-en jelentek meg. Ezen az ülésen fogadták el az ASTRA alapszabályát, amelyet aztán beterjesztettek Bécsbe jóváhagyásra. A császár azzal a feltétellel hagyta jóvá az egyesület létrejöttét, hogy az nem fogadhat el politikai nyilatkozatokat. Miután megérkezett az engedély, Șaguna 1861. november 4-ére összehívta „a nemzet összes műveltjeit, akik az egyesületnek tagjai akarnak lenni”. Az alakuló ülésen 212-en vettek részt, és 5600 forint gyűlt össze.

### 1861–1918
Az ASTRA 1862-ben, Brassóban megtartott második éves gyűlésén már nyolcszázan jelentek meg. A gyűléssel egybekötve megnyílt egy román népművészeti tárgyakat bemutató kiállítás, az első a maga nemében. Megalakult az egyesület három szakosztálya: a filozófiai (irodalmi), a történelmi és a természettudományi. Tiszteletbeli taggá választottak több romániai személyiséget, mint például Alexandru Odobescu, Mihail Kogălniceanu, C. A. Rosetti, Gheorghe Sion. Ugyancsak 1862-ben létrejött az egyesület könyvtára is.
Az egyesület tevékenységi körében szerepelt a kutatások támogatása, román nyelvű kiadványok megjelentetése, községi könyvtárak és művelődési házak létrehozása, kiállítások szervezése, ismeretterjesztő előadások tartása. Az ASTRA hozta létre az első román énekkarokat Erdélyben, úttörő lépéseket tett az erdélyi román színjátszás érdekében, és népszerűsítette a román népművészetet. Noha az egyesület hivatalosan nem foglalkozott politikai tevékenységgel, a román nemzeti tudat felébresztésével és ébren tartásával, illetve az összes román egységének hirdetésével valójában Nagy-Románia létrejöttét készítette elő. Tevékenysége kiterjedt a mai Magyarország és Szerbia románlakta területeire is.
A következő éves gyűléseket Balázsfalván (1863), Hátszegen (1864) és Abrudbányán (1865) tartották. Az 1867-es kolozsvári gyűlésen a világi tagok növekvő befolyása eredményeképpen új elnököt választottak Vasile Ladislau Pop személyében, aki a budapesti kúria alelnöke volt. Ugyanezen a gyűlésen határozták el a Transilvania című folyóirat kiadását, amelynek főszerkesztője George Bariț lett. Az évente hatszor megjelenő folyóirat nyelvészeti, történelmi és néprajzi tárgyú cikkeket, illetve egyesületi híreket közölt; az egyesület tagjai ingyen jutottak hozzá, olvasói főleg az értelmiségiek közül kerültek ki.
Az 1868. május 3-án megtartott gyűlésen Iacob Bologa azt javasolta, hogy a jelentősebb központokban szervezzenek fiókokat (despărțământ); ezt a következő évben Nagysomkúton tartott közgyűlés jóvá is hagyta. Az első világháborúig a fiókok száma 87-re emelkedett. Az 1870-ben Naszódon tartott éves gyűlésen 44 határőrközség is tagja lett az egyesületnek.
1882-ben az egyesület házat vásárolt Nagyszebenben leányiskola és internátus céljára. Az iskola 1886. szeptember 15-én kezdte meg működését. Tanulói között nemcsak erdélyi románok, hanem romániaiak is voltak.
Az egyesület a kulturális és népművelő tevékenységen túl sokat tett a román nép gazdasági felemelkedéséért is: akkoriban túlnyomóan falusi román népesség körében az ipar és kereskedelem fontosságát hangsúlyozta. Az 1874-es dévai közgyűlés például határozatot hozott arról, hogy elismerő oklevelet adnak minden olyan papnak vagy tanárnak, aki tíz fiatalt rábeszélt arra, hogy iparosnak álljon. Az iparostanulók részére ösztöndíjakat is adományoztak. A 19. század végén megjelent román bankok (Albina, Victoria, Ardeleana) fontos szerepet játszottak az ASTRA megerősödésében, amely így komolyabb erőt tudott kifejteni a szélesebb román középosztály megteremtésének érdekében. Az ASTRA nem részesült állami támogatásban, bevételeit a tagdíjak és adományok jelentették.
1895-ben az egyesület megtette az első lépést a Bánság felé azzal, hogy az éves gyűlést Lugoson tartották. Az 1897-es medgyesi gyűlésen született meg a javaslat a testület székházának, egyben könyvtárának és múzeumának felépítésére, amit aztán 1905-ben avattak fel Nagyszebenben. (Az épület jelenleg az ASTRA Megyei Könyvtár székhelye, a romániai műemlékek jegyzékében SB-II-m-A-21068 kód alatt, országos jelentőségű műemlékként tartják számon.) A könyvtár ötven év alatt mintegy kétszázezer kötetet gyűjtött össze.
Szintén 1895-ben határozták el egy enciklopédia kiadását, melynek szerkesztésével Corneliu Diaconovici publicistát bízták meg. Az 1898–1904 között megjelent háromkötetes Enciclopedia Română, az első román nyelvű enciklopédia 37 622 címszót vonultatott fel. 172 szerzője között olyan jeles személyiségek voltak, mint Grigore Antipa, Victor Babeș, Valeriu Braniște, Partenie Cosma, Gheorghe Dima, Ovid Densușianu, Constantin Al. Ionescu-Caion, George Ioan Lahovary, Titu Maiorescu, Ludovic Mrazec, Constantin Rădulescu-Motru, Dimitrie Onciul, Theodor Speranția, Nicolae Teclu, Alexandru D. Xenopol.
1897-ben egy hagyatéki per kapcsán Bánffy Dezső miniszterelnök felszólította az egyesületet, hogy dolgozza át alapszabályát a kiegyezés folytán megváltozott közjogi viszonyoknak megfelelően, és vegye ki a nevéből az „erdélyi” szót, mivel az összes magyarországi román kulturális egyesülete. Ez meg is történt; az egyesület hivatalos neve „Román irodalmi és közművelődési egylet” lett; ugyanakkor a rövid elnevezésben megmaradt az Erdélyre történő utalás.
1899-ben az ASTRA meghirdette a román nyelvű népkönyvtárakra vonatkozó programját; 1911-ben már 429 népkönyvtár működött összesen 26 335 kötettel, ám az olvasók száma csak 9812 volt.
1902-ben az irodalmi szakosztály napirendre tűzte a román irodalmi nyelv és helyesírás egységesítését, 1903-ban pedig megjelentetett egy helyesírási útmutatót; kezdeményezésükre a Román Akadémia 1904-ben oldotta meg az egységes helyesírás kérdését.
A 19. század végén – 20. század elején az ASTRA kiemelkedő szerepet játszott az erdélyi román társadalomban; éves közgyűlései jelentős eseménynek számítottak. Az 1905-ös nagyszebeni (székházavatással egybekötött) és 1911-es balázsfalvi (50. évfordulós) éves gyűlések nemzeti tüntetéssel értek fel.
Taglétszám, 1861–1919
Fiókok száma, 1861–1919

### 1919–1944

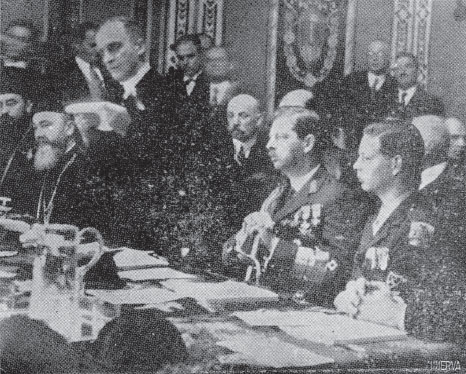
II. Károly király és Mihály herceg az ASTRA 1936-os balázsfalvi gyűlésén

Erdély Romániához csatolását követően az ASTRA válságba jutott: a nemzetegyesítés céljának beteljesülésével az új célok nélküli, addig idealizmustól hajtott román értelmiség inkább a politikában és a gazdaságban igyekezett pozíciókat szerezni. Egyesek az ASTRA feloszlatását is felvetették.Egy-egy kiadvány példányszáma a háború előtti tizenkét-tizenötezerről öt-hatezerre esett vissza, annak ellenére, hogy most már ingyenesen osztogatták. A korábban ünnepi alkalomnak számító éves gyűlések is kevés résztvevőt vonzottak; a tagság elöregedett. Az egyesület folyóirata, a Transilvania, amely korábban az erdélyi román történetírás tudományos műhelye volt, „igen megsoványodott”.
Az ASTRA már az ideiglenes kormányzótanács idején, illetve utóbb a román kormányzat alatt egyaránt jelentős állami és önkormányzati támogatásban részesült, ingatlanokat sajátítottak ki a javára, és egy 1926-os törvény folytán 125 mozikoncessziót kapott.
1927-ben új alapszabály készült, mely szerint az egyesület célja „a románok irodalmának és szellemi valamint anyagi kultúrájának előmozdítása a biopolitikai elvek alapján, az intellektuális, erkölcsi és fizikai jólét érdekében.” A gyakorlatban ez egészségügyi felvilágosító tevékenységet, a román parasztság élettani viszonyainak tanulmányozását és más nemzetiségűeknek a románságba való beolvasztását jelentette. A szervezet megújulása az 1932-es dévai gyűlésen megválasztott Iuliu Moldovan nevéhez fűződik, akinek sikerült a fiatalabb nemzedéket is bevonnia. Ugyancsak Moldovan volt az, aki az egyesületet felhasználta az eugenika népszerűsítésére. A fiatalok számára létrehozták a Șoimii Carpaților (A Kárpátok Sólymai) egyesületet, amely elsősorban az ifjúság testnevelésével foglalkozott.
Az ASTRA szerepet vállalt a románok által már korábban is román eredetűnek mondott székelyek „visszarománosításában”. A Székelyföldön számos településen fiókszervezeteket hoztak létre, amelyek erőteljes propagandát fejtettek ki. Ezen törekvését a román állam és az egyházak is támogatták. Több népfőiskolát hoztak létre, amelyek mezőgazdasági, állattenyésztési, háztartási, egészségügyi ismereteket, valamint román nyelvet, történelmet, földrajzot, vallásos ismereteket és énekeket oktattak. Azonban a Székelyföldön az ASTRA-nak nem volt valódi bázisa, ezért ezt a szerepet nem tudta megfelelően ellátni.
1938-ban lépett hatályba az a törvény, amely a nemzetnevelés és nemzetépítés munkáját társadalmi egyesületekre bízta; ez a korábbi magyarországi területeken az ASTRA lett. Ezáltal az egyesület befolyása jelentősen megnövekedett, mivel részben állami szerepkört is betöltött. Az erdélyi kultúrházak az ASTRA kezelésébe kerültek, és azt is tervbe vették, hogy a szövetkezetek nyereségének 25%-át helyi kulturális célokra fordítják az ASTRA ellenőrzése mellett. A törvény azonban csak viszonylag rövid ideig élt.
A második bécsi döntést követően (amely ellen az ASTRA vezetősége tiltakozott) az egyesület Dél-Erdélyben működött tovább. 1941-ben I. Mihály román király elfogadta az egyesület tiszteletbeli elnöki címét. 1942-ben az összes fiókban megünnepelték az 1892. évi memorandum benyújtásának 50. évfordulóját.
1944 októberében az ASTRA bánáti tevékenysége félbeszakadt; a kommunista hatalomátvételt követően náci kollaboránsnak minősítették és betiltották. Az egyesület helyi vezetőit elüldözték vagy letartóztatták, egyesek pedig a kommunista hatalom oldalára álltak át.

### 1945–1950
1945–1947-ben az ASTRA vezetősége több egyeztetést folytatott a román állam képviselőivel a jövőbeni együttműködésről. Az egyesület állami támogatásban részesült, de a Transilvania és a Foaia Poporului folyóiratok megjelenését nem engedélyezték. 1947-ben Petru Groza miniszterelnök is részt vett az ASTRA éves gyűlésén. 1948. szeptember 25-én az ASTRA bánáti területi szervezetét megszüntették. 1948. október 30-án a Művészeti és Információs Minisztérium kérésére összehívott ülésen az ASTRA vezetősége megállapította, hogy az egyedüli járható út az ASTRA fiókszervezeteinek összeolvadása az állami kulturális intézetekkel. Ezt a minisztérium december 31-i 12053. számú rendelete hivatalosan is elrendelte. A Minisztertanács 1949. január 14-én közzétett, 17. számú rendelete számos egyesületet megszüntetett, de az ASTRA nem volt közöttük. 1950. április 14-én a minisztertanács 399. számú rendeletével az ASTRA megszűnt, múzeumát a nagyszebeni Brukenthal Múzeum vette át.

### 1990-től

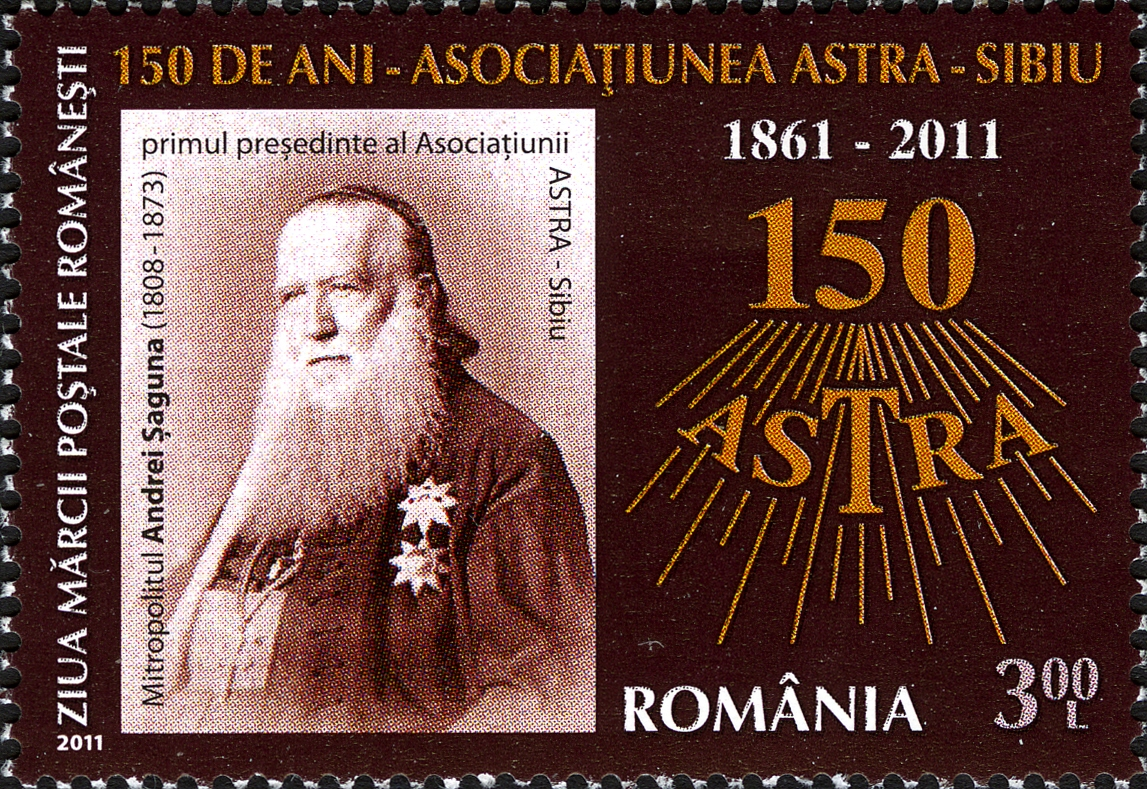
Az ASTRA megalakulásának 150. évfordulójára kibocsátott bélyeg

1990 februárjától kezdve a nagyszebeni egyetem tanárai több megbeszélést tartottak az egyesület újraindításának érdekében, és felvették a kapcsolatot a régi egyesület életben levő tagjaival is, illetve kidolgozták az alapszabály tervezetét. 1990. április 21-én az ASTRA megtartotta alakuló ülését gyulafehérvári, balázsfalvi, bukaresti, dési, naszódi és nagyszebeni küldöttek részvételével. Sorra újjáalakultak a fiókszervezetek, Románián kívül Moldova területén is. Az egyesület célja „a tudomány és kultúra, oktatás, művészet és irodalom előmozdítása Erdélyben és az egész országban, az egész nép anyagi és szellemi civilizációs színvonalának emelése és az európai értékek áramlatába való integrálása.” Céljainak megfelelően tudományos ülésszakokat, konferenciákat, tudományos és módszertani szemináriumokat, szakköröket, versenyeket, előadásokat, kiállításokat, koncerteket, fesztiválokat szervez, folyóiratokat ad ki, díjakat, okleveleket és ösztöndíjakat adományoz.
Az 1990 óta eltelt időszakban több szobrot, emlékművet és emléktáblát állítottak, és több helységben könyvtárat létesítettek.
2011. novemberben Románia Nemzeti Bankja ezüst emlékérmet bocsátott ki az ASTRA megalakulásának 150. évfordulójára. Ugyanebben az évben a Román Posta emlékbélyeget jelentetett meg az évfordulóra.
2017-ben az ASTRA egyike volt annak a három szervezetnek, amelyek arra kérték Emil Boc kolozsvári polgármestert, hogy fellebbezze meg a megyei törvényszék döntését a kétnyelvű (román és magyar) helységnévtáblák kihelyezéséről, azzal az indoklással, hogy ezek a többségi lakosság diszkriminációját jelentenék.

## Elnökei

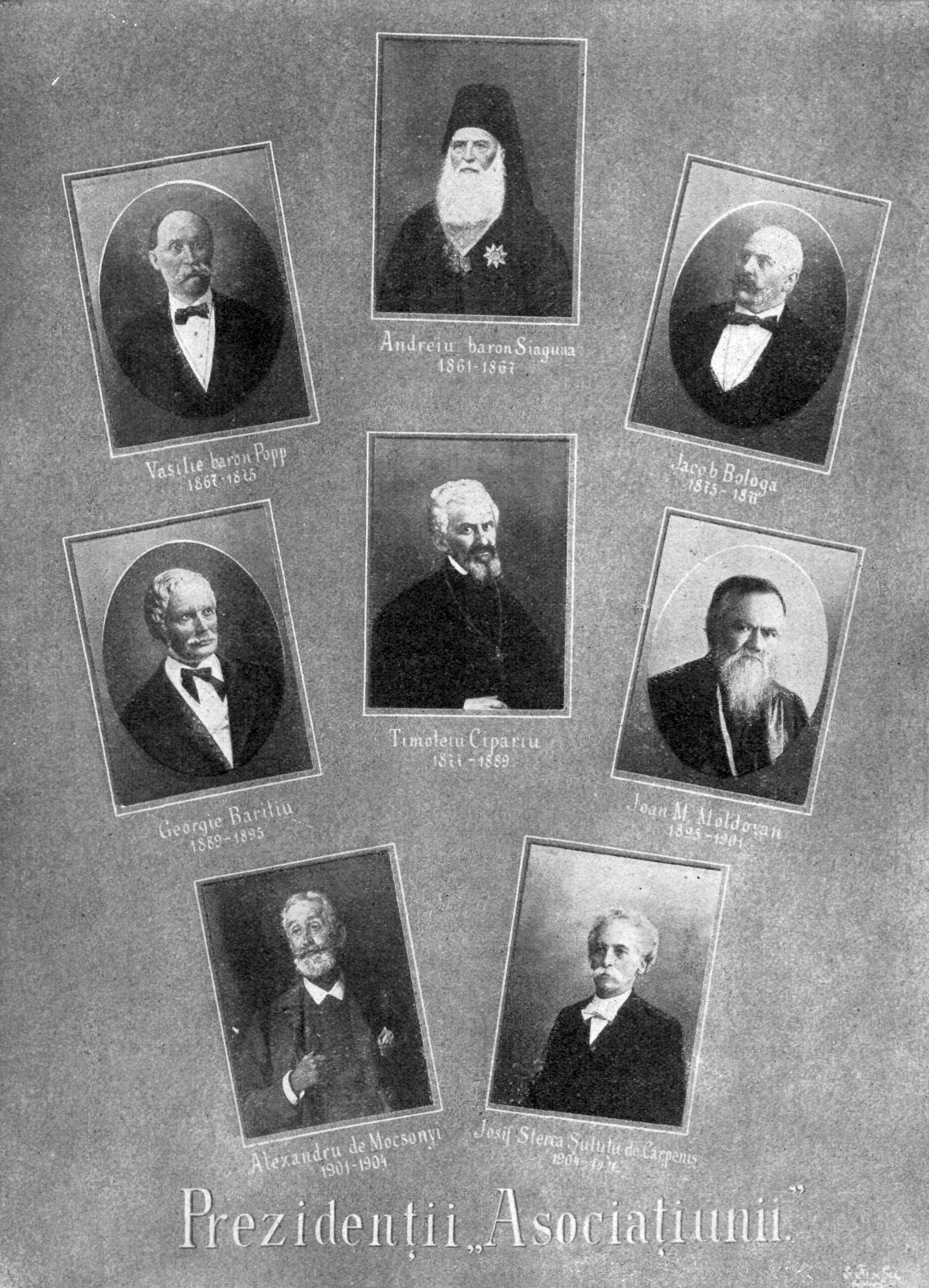
Az ASTRA elnökei 1911-ig

Az egyesület élén a következő elnökök álltak:
- Andrei Șaguna (1861–1867)
- Vasile Ladislau Pop(wd) (1867–1875)
- Iacob Bologa(wd) (1875–1877)
- Timotei Cipariu (1877–1887)
- George Bariț (1888–1893)
- Ioan Micu-Moldovan(wd) (1893–1901)
- Alexandru Mocsonyi (1901–1904)
- Iosif Sterca-Șuluțiu(wd) (1904–1911)
- Andrei Bârseanu(wd) (1911–1922)
- Vasile Goldiș (1923–1932)
- Iuliu Moldovan(wd) (1932–1947)
- Nicolae Popoviciu(wd) (1947–1948)
- Dumitru Abrudan(wd) (1990–1992)
- Dumitru Acu (1992–)